# La Torre de Canadell
La Torre de Canadell és una fortificació del segle XIX al municipi de Sant Joan les Fonts (Garrotxa). Va ser construïda durant les guerres Carlines. És de base quadrada amb espitlleres. La torre fou construïda per obrers de Sant Joan les Fonts, obligats pels carlins. Fou un punt de vigilància del general Savalls. Està catalogada com a Bé Cultural d’Interès Nacional. El 2018 la torre va ser adquirida per l'ajuntament de Sant Joan les Fonts amb la intenció de preservar-la i rehabilitar-la.

## Descripció
Ubicada al puig de Canadell (Serra de Vivers). És de base quadrada, bastida amb pedra sense escairar i les obertures fetes amb rajols. Va disposar de baixos, amb un possible empostissat en el terra. Té una filera d'espieres (en nombre de set) a cada costat, excepte per la façana sud, on s'hi va obrir la porta d'entrada, protegida per dues espitlleres per banda. El primer pis tenia el terra de fusta, sostingut per bigues de fusta. En el centre de cada costat hi ha una gran obertura de rajols i dues espitlleres per banda. El segon pis va disposar, possiblement, d'una llar de foc. Una filera d'espitlleres a les quatre cares, que es repeteixen en el tercer pis, defensaven aquest petit fortí. Va disposar de cisterna, que encara es conserva en la façana de llevant. Tot el conjunt estava voltat per uns murs de més d'un metre i mig de gruix.